# Biosteres fuerteventurensis
Biosteres fuerteventurensis är en stekelart som beskrevs av Fischer 1999. Biosteres fuerteventurensis ingår i släktet Biosteres och familjen bracksteklar. Inga underarter finns listade.